# Particularly Sensitive Sea Area
Eine Particularly Sensitive Sea Area (PSSA, besonders sensibles Meeresgebiet) ist ein Seegebiet, das von der Internationalen Seeschifffahrtsorganisation (IMO) unter Schutz gestellt wurde.

## Kriterien
Ein Gebiet kann anhand eines umfangreichen Kriterienkatalogs als PSSA ausgewiesen werden, dazu gehören ein einzigartiges oder seltenes Ökosystem, besondere Gefährdung durch menschliche Eingriffe, soziale Kriterien wie ein hoher Erholungswert oder wissenschaftliche Kriterien wie seine Bedeutung für die Forschung oder ein hoher historischer Wert.

## Schutzmaßnahmen
Ist ein Gebiet als PSSA ausgewiesen, greifen verschiedene Schutzmaßnahmen; das kann von einer Lotsenpflicht und strikten MARPOL-Auflagen, bis hin zur Sperrung für bestimmte Schiffstypen oder die Verlegung bestimmter Schiffstypen auf weniger gefährdete Routen führen. Einzelne besonders gefährdete Gebiete können für einige Schiffsklassen oder gar für den gesamten Schiffsverkehr geschlossen werden.

## Liste der PSSAs

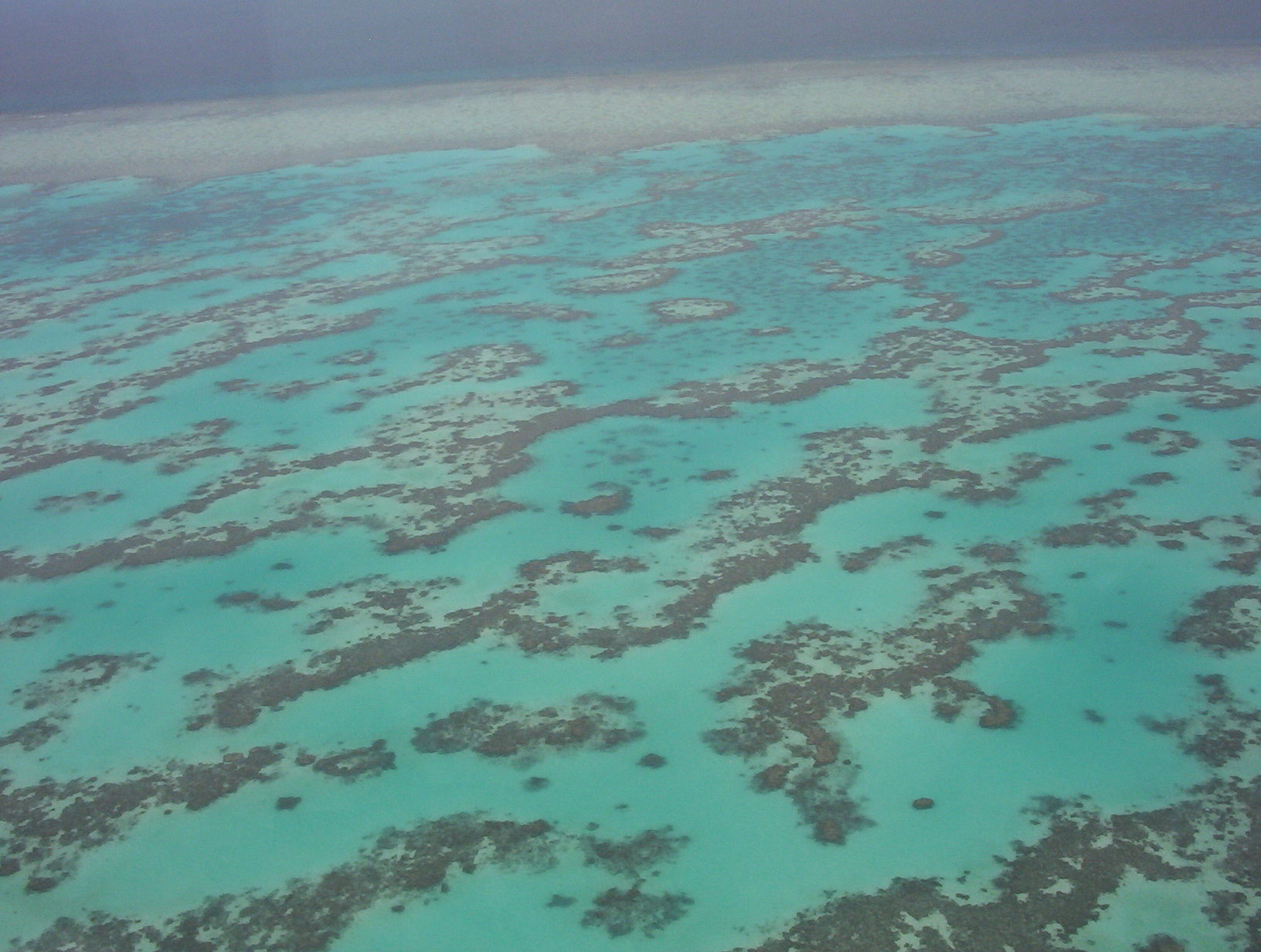
Das Great Barrier Reef, das erste als PSSA unter Schutz gestellte Meeresgebiet

Insgesamt hat die IMO weltweit 15 Seegebiete unter Schutz gestellt, darunter das Wattenmeer der Nordsee und den westlichen Teil der Ostsee. Die Seegebiete sind im Einzelnen: 
- Great Barrier Reef (1990); Erweiterung um die Torres Strait (2005); Erweiterung um den südwestlichen Teil des Korallenmeeres (2015)
- Sabana-Camagüey-Archipel (1997)
- Malpelo (2002)
- das Meer um die Florida Keys (2002)
- das Wattenmeer der Nordsee (2002)
- Nationalreservat Paracas (2003)
- die Westeuropäischen Gewässer: Britische, französische und belgische Nordseeküste (2004)
- das Meer um die Kanaren (2005)
- Galápagos (2005)
- die Ostsee (bis auf den russischen Teil) (2005)
- Papahānaumokuākea Marine National Monument (2007)
- die Straße von Bonifacio (2011)
- Nationalpark Saba Bank (2012)
- die Jomard-Passage (2016)
- Tubbataha Reefs Natural Park in der Sulusee (2017)